# Spektrofotometri
Spektrofotometri måles ved hvor meget lys der slippes igennem et bestemt stof ved en bestemt bølgelængde, monokromatisk lys.
Et stof kan absorbere en bestemt farve. Så hvis et stof har blå som komplementærfarve er stoffet orange. Er stoffet blåt, set med vores øjne, så absorberes den orange farve.
Spektrofotometri anvendes ofte til kvantitative analyser, der kræver et spektrofotometer. Man nedsætter en opløsning i spektrofotometret og dermed sendes der lys igennem opløsningen og bølgelængden af det tilbagekastede lys bliver målt.

## Opbygning af et spektrofotometer
Et spektrofotometer er opbygget af en lyskilde, en monochromator og en detektor. Forskellige lyskilder anvendes til at producere lys med forskellige bølgelængder. I det ultraviolette spektrum anvendes typisk en deuteriumlampe der producerer lys med en bølgelængde på 110-400 nm. En almindelig wolframpære kan anvendes til målinger indenfor bølgelængderne 320-2500 nm. Fra 4000 nm 200 mm kan en glødebar af siliciumkarbid anvendes. Fra lyskilden ledes lyset gennem monochromatoren. Monochromatoren indeholder et diffraktionsgitter, der kun tillader lys med en bølgelængde inden for det analytiske spektrum, at passere. Herefter ledes lyset igennem cuvetten med prøven og ind til detektoren. Detektoren danner et elektrisk signal afhængigt af intensiteten af lyset der passerer cuvetten med prøven. Typisk anvendes en fotosensitiv negativt ladet overflade der afgiver elektroner når denne udsættes for elektromagnetisk stråling. Detektoren er opbygget som et rør. Inde i røret er der et vakuum. I den ene ende er den negativt ladede fotosensitive overflade og i den anden ende en tilsvarende positivt ladet anode. Når lys rammer den fotosensitive ende afgives elektroner der frit passere vakuummet til den positive ende af røret. Herved bliver spændingen proportional med lysintensiteten og koncentrationen.

## Anvendelser
Spektrofotometri anvendes i en række analysemetoder, bl.a. FIA. Metoden anvendes til at bestemme koncentrationen af et stof i opløsningen.